# Econometria
In economia l'econometria è l'uso di metodi matematici e statistici per produrre modelli atti a verificare la validità di ipotesi in fatto di politica economica.

## Storia
L'econometria comincia a svilupparsi intorno agli anni venti del XX secolo. L'economista norvegese Ragnar Frisch gioca un ruolo fondamentale nella nascita della disciplina e nella sua istituzionalizzazione; da alcuni gli è addirittura attribuita la paternità del termine econometria. Nel 1930, insieme con Irving Fisher, fonda la Econometric Society, con l'obiettivo di «favorire gli studi di carattere quantitativo che avvicinino il punto di vista teorico e quello empirico nell'esplorazione dei problemi economici». Nel 1933 fonda inoltre la rivista Econometrica, tuttora (2014) la principale pubblicazione in ambito econometrico ed economico-quantitativo.
I lavori della Cowles Commission for Research in Economics (gruppo di ricerca creato nel 1932 presso Colorado Springs, trasferitosi nel 1939 all'università di Chicago e dal 1954 presso l'università Yale, permettono di muovere i primi passi nello sviluppo di metodi per la stima di sistemi di equazioni simultanee. Trygve Haavelmo, vincitore del premio Nobel per l'economia nel 1989, fa parte di questo gruppo di ricerca.
In seguito alla seconda guerra mondiale, l'econometria conosce un rapido sviluppo. Tra i fattori alla base di tale crescita vi è probabilmente l'istituzione del premio Nobel per l'economia, che viene assegnato a economisti conosciuti per il rigore del formalismo matematico dei loro lavori, unito ad un rapido sviluppo dell'analisi computazionale, e dell'informatica. Lo sviluppo delle tecniche econometriche le porta a giocare un ruolo decisivo nella definizione della politica economica.

## Descrizione

### Scopi e tecniche
Gli scopi principali dell'econometria sono dare un contenuto empirico alla teoria economica, e sottoporre quest'ultima a test statistico.
Per gran parte l'econometria si fonda su risultati della statistica classica. Tra questi, il più importante strumento statistico dello studioso di econometria (o quantomeno quello più rilevante nella prassi) è, probabilmente, la regressione lineare, nonché la stima del modello lineare con il metodo dei minimi quadrati. Applicazioni più sofisticate ricorrono ai metodi della massima verosimiglianza e metodo dei momenti.
Un crescente numero di ricercatori, d'altra parte, fa uso di strumenti e metodi propri della statistica bayesiana. Quest'ultimo approccio, caratterizzato da un'interpretazione soggettiva della probabilità, sembra piuttosto promettente nell'ambito dell'econometria applicata alla finanza, o econometria finanziaria.
Nelle applicazioni, gli studi di econometria possono essere divisi in due ampie categorie: analisi delle serie storiche e analisi su dati sezionali (o cross section); recentemente la maggiore disponibilità di dati ha reso possibile analisi basate su dati panel, che incorporano sia la dimensione temporale che quella sezionale.
Sebbene storicamente gli studi di econometria si siano sviluppati a partire dall'obiettivo di studiare i modelli proposti nell'ambito della macroeconomia, in epoca recente l'esigenza di fondare empiricamente argomentazioni economiche ha portato a un ampio sviluppo degli studi di econometria, applicati a diverse branche dell'economia. Accanto agli studi di finanza ricordati sopra, non si può non menzionare la notevole crescita della microeconometria, che ha portato a notevoli risultati nell'ambito dell'economia del lavoro e dello studio sulla regolamentazione dei mercati.

#### Analisi di regressione
L'analisi di regressione è un metodo statistico per studiare la relazione tra una variabile dipendente {\displaystyle Y} e una o più variabili indipendenti {\displaystyle X_{1},X_{2},...,X_{p}}. Allo stesso tempo, la terminologia delle variabili dipendenti e indipendenti riflette solo la dipendenza matematica delle variabili e non le relazioni causali. Per descrivere adeguatamente processi economici complessi internamente eterogenei, di norma, vengono utilizzati sistemi di equazioni econometriche. Nei casi più semplici possono essere utilizzate anche semplici equazioni isolate.

#### Analisi delle serie temporali
L'analisi delle serie temporali è un insieme di metodi matematici e statistici di analisi progettati per identificare la struttura delle serie temporali e per prevederle. Rivelare la struttura delle serie temporali è necessario per costruire un modello matematico del fenomeno che è all'origine delle serie temporali analizzate. La previsione dei valori futuri delle serie temporali viene utilizzata nel processo decisionale. La previsione è anche interessante in quanto razionalizza l'esistenza dell'analisi delle serie temporali oltre alla teoria economica.
Di norma, la previsione si basa su un determinato modello parametrico. In questo caso vengono utilizzati metodi standard di stima parametrica. D'altra parte, metodi di stima non parametrici per modelli fuzzy sono stati sufficientemente sviluppati.

#### Analisipanel
I dati panel sono campioni microeconomici spaziali tracciati nel tempo, ovvero consistono in osservazioni delle stesse unità economiche effettuate in periodi di tempo consecutivi. I dati del pannello hanno tre dimensioni: segni - oggetti - tempo. Il loro utilizzo fornisce una serie di vantaggi significativi nella valutazione dei parametri delle dipendenze di regressione, poiché consentono sia l'analisi di serie temporali che l'analisi di campioni spaziali. Con l'aiuto di tali dati, studiano la povertà, la disoccupazione, la criminalità e valutano anche l'efficacia dei programmi governativi nel campo della politica sociale.

### Differenze tra econometria e statistica
L'econometria è oggi considerata una disciplina separata rispetto alla statistica poiché si concentra sulla raccolta ed analisi di dati non sperimentali, cioè di dati non raccolti tramite esperimenti. Infatti, l'utilizzo di esperimenti e ambienti di laboratorio per la raccolta dati nelle scienze sociali è un fenomeno raro (avrebbe solitamente dei costi troppo elevati o richiederebbe scelte morali ardue).
Nel corso del tempo l'econometria ha preso in prestito molto dalla statistica. Ad esempio, il metodo delle regressioni multiple è utilizzato in entrambe le discipline, ma il suo scopo e la sua interpretazione possono variare notevolmente. Inoltre, gli econometrici hanno sviluppato nuove tecniche per gestire la complessità dei dati economici e per testare le previsioni delle teorie economiche.

### Il metodo econometrico: un'illustrazione
Un'analisi econometrica è, nella più immediata delle definizioni, un confronto tra un modello economico e l'evidenza empirica.
Un modello economico rappresenta un'affermazione sulla(e) relazione(i) tra diverse variabili (economiche). Un noto esempio, solitamente utilizzato per illustrare il metodo dell'econometria, è quello della funzione dei consumi. Un tale modello può affermare che i consumi {\displaystyle \ C} dipendano linearmente dal reddito nazionale {\displaystyle \ Y}, secondo la relazione:
{\displaystyle \ C=c_{0}+c_{1}Y}
dove il {\displaystyle \ c_{1}={\frac {\partial C}{\partial Y}}} è chiamato propensione marginale al consumo.
Si può osservare che il modello contiene delle quantità (potenzialmente) osservabili, i consumi e il reddito, a cui ci si riferisce di solito come a variabili, e altre non osservabili, i parametri {\displaystyle \ c_{0}} e {\displaystyle \ c_{1}}. Una qualsiasi coppia di valori per i parametri definisce una struttura per il modello, ad es. {\displaystyle \ C=15+0.78Y}.
L'econometrico è chiamato a rispondere a due domande: (1) il modello in questione è compatibile con i dati? In altre parole, esiste una coppia di valori {\displaystyle \ \left(c_{0},c_{1}\right)\in \mathbb {R} ^{2}} tali che {\displaystyle \ C=c_{0}+c_{1}Y}? In secondo luogo, (2) quali probabilità o, per usare il linguaggio della statistica, livelli di confidenza sono associati a tali valori?
I metodi dell'econometria classica sorvolano in genere sulla prima domanda, supponendo che in generale il modello sia compatibile coi dati; d'altra parte è compito dell'economista teorico valutare se la relazione {\displaystyle \ C=c_{0}+c_{1}Y} rappresenti correttamente il comportamento dei consumi al variare del reddito nazionale, o se non sia preferibile, ad esempio, una relazione di tipo quadratico: {\displaystyle \ C=c_{0}+c_{1}Y+c_{2}Y^{2}}, suggerendo che i consumi crescano sì con il reddito, ma più "lentamente" rispetto al modello lineare (se {\displaystyle c_{2}<0}). In particolare, l'econometrico si concentra sulla seconda domanda, valutando tramite test statistici il livello di confidenza associato al modello in esame.
È inoltre doveroso ricordare l'applicazione di tecniche econometriche in settori che tradizionalmente rientrano nella sfera del business, o economia aziendale, più che in quella dell'economia in quanto tale; un esempio è dato dagli studi sui modelli di regressione a variabile dipendente discreta, quali i modelli logit e probit, che trovano largo impiego nel marketing.

### Software open source in econometria

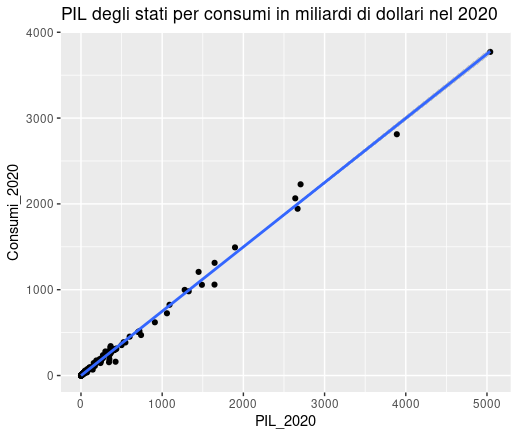
Fonti :PIL degli stati [https://data.worldbank.org/indicator/NE.CON.TOTL.CD Consumi degli stati

Ci sono numerosi software open source che possono essere utilizzati in econometria tra cui gretl ed RStudio. Volendo determinare i parametri {\displaystyle c_{0}} e {\displaystyle c_{1}} della funzione dei consumi {\displaystyle \ C=c_{0}+c_{1}Y} utilizzando RStudio , dopo avere scaricato i dati del PIL e dei consumi degli stati si può tracciare il diagramma a dispersione PIL per consumi nel 2020 con la relativa retta di regressione e poi utilizzare la funzione lm di RStudio per determinare i parametri {\displaystyle c_{0}} e {\displaystyle c_{1}} e il Coefficiente di determinazione {\displaystyle R^{2}} per valutare se la retta di regressione predice bene il valore della variabile dipendente.
```
 
model
 
<-
 
lm
(
Consumi_2020
 
~
 
PIL_2020
,
 
data
 
=
 
df
)

 
sommario
<-
summary
(
model
)

 
model

 
print
(
paste
(
"R^2="
,
sommario
$
r.squared
))

```

```
Call:
lm(formula = Consumi_2020 ~ PIL_2020, data = df)
Coefficients:
(Intercept)     PIL_2020  
   -1.4719       0.7344  
[1] "R^2= 0.973204002775471"
```

Quindi la funzione dei consumi sarà {\displaystyle C=-1.4719+0.7344Y} che predice in maniera ottima i consumi essendo {\displaystyle R^{2}=97,32\%}.
Volendo predire i consumi con un PIL di 6000 miliardi si utilizza la funzione predict.lm :
```
 
newdata
 
<-
 
data.frame
(
PIL_2020
=
6000
)

 
predict.lm
(
model
,
newdata
,
 
interval
 
=
 
"confidence"
)

 
predict.lm
(
model
,
newdata
,
 
interval
 
=
 
"prediction"
 
)

```

```
      fit      lwr      upr
1 4405.094 4297.334 4512.853
      fit      lwr      upr
1 4405.094 3905.726 4904.462
```

Quindi con un PIL di 6000 miliardi, i consumi saranno 4405 miliardi con un intervallo di confidenza al 95% pari a [4297,4512] e un intervallo di previsione pari a [3905,4904].

### Premi Nobel per l'economia in econometria
Diversi studiosi hanno ottenuto il Premio della Banca di Svezia per le Scienze Economiche in memoria di Alfred Nobel (Premio Nobel per l'economia) per il loro contributo all'econometria:
- Jan Tinbergen e Ragnar Frisch (1969);
- Lawrence Klein (1980);
- Trygve Haavelmo (1989);
- Daniel McFadden e James Heckman (2000);
- Robert Engle e Clive Granger (2003);
- Thomas J. Sargent e Christopher Sims (2011);
- David Card, Joshua Angrist e Guido W. Imbens (2021);